# Mănăstirea Bizere
Mănăstirea Bizere a funcționat la Frumușeni, județul Arad, fiind cunoscută în Evul Mediu și sub denumirea de Bisra sau Bistra.  În prezent, rămășițele arheologice ale mănăstirii sunt declarate monument istoric, cod LMI AR-I-m-A-21088.

## Istoric
În anul 1183 a fost atestată pentru prima dată abația care avea hramul Sfintei Fecioare Maria, pentru ca la sfârșitul secolului al XII-lea Mănăstirea Bizere să funcționeze ca lăcaș benedictin, aflat sub patronaj regal. Abația controla transportul de sare pe râul Mureș. În secolul al XIII-lea mănăstirea, cu 23 de călugari, avea un venit anual de 4.000 de bolovani de sare, produs greu de procurat în acele timpuri. 
La început, lăcașul a fost de rit ortodox, apoi a fost preluat de catolici, iar până la sfârșitul secolului XVI a fost mănăstire benedictină, după care nu a mai fost locuită.  Mănăstirea a cunoscut o decădere constantă din secolul al XIV-lea, pentru ca în anul 1557, după invazia turcească în părțile Aradului și din cauza Reformei religioase, mănăstirea să nu mai fie consemnată ca fiind funcțională. 

## Cercetări arheologice
Intrat în atenția arheologilor imediat după anul 2000, a cunoscut campanii de cercetare succesive (sub conducerea medievistului Adrian Andrei Rusu de la Institutul de Arheologie și Istoria Artei Cluj) ajutat de un colectiv format din George Pascu Hurezan, Florin Mărginean, Zsuzsanna Kopeczny (Complexul Muzeal Arad), Ileana Burnichioiu (Universitatea Alba Iulia).
Cercetările arheologice, care au demarat în anul 2001 au relevat palatal abațial, cimitirul iar în anul 2003 au fost descoperite mozaicurile din biserica mănăstirii precum și cea mai veche fântână din Transilvania, „Fântâna Turcului".
Cercetările au relevat unul dintre cele mai puțin cunoscute, dar și cele mai fascinante așezăminte monastice medievale din vestul României de astăzi, dar și din Europa de Răsărit. Construcțiile au fost terminate în epoca artistică a stilului romanic, fără a mai fi completate ori reparate major. Au fost trasate 16 secțiuni, șase la nord de biserică, patru în colțul de sud-vest al refectoriului, cinci pe latura sudică a claustrului și una lângă drumul forestier care leagă satul de pădure, suprafața totală investigată fiind de 400 m2. Materialul arheologic descoperit cuprinde, în primul rând, fragmente arhitectonice (capiteluri, imposte, colonete, componente de paviment) la care se adaugă ceramică uzuală, sticlărie, podoabe, piese de metal și monete.
Cele mai valoroase sunt mozaicurile bisericii (4, 20 m lungime și 1,20 lățime) din fragmente îne 8-9 culori, așezate în pătrate, romburi, dreptunghiuri, reprezentând animale (urs, monstru marin, lup) sau elemente florale.  La ele se adaugă însă un palat abațial, o capelă, un refectoriu masiv, portic cu colonade, clădiri gospodărești anexe, turnul-fântână, instalații porturale și docuri, amprenta unei bărci din secolul al XII-lea. 
In 2007 au fost trasate 16 secțiuni, două la sud de biserică, trei pe latura estică a claustrului, trei la vest de turn, două la vest de palatul abațial, două pe latura vestică a claustrului și trei în colțul de sud-vest al refectoriului precum și una pentru sondare în partea sudică a perimetrului cercetat, suprafața totală investigată fiind de 300 m2. 
În extrema de sud a secțiunii S 65 s-a descoperit un cuptor de bucate. Are un plan eliptic, cu axa mare nord-sud. S-au conservat cel mult două rânduri de cărămizi. Ele sunt clar refolosite, cu urme de mortar. Spre gura cuptorului, aflată la vest, a fost găsită și o placă de calcar, cu margini de îmbinare și cui metalic de fixare. Crusta de la bază este păstrată integral. Ea este însă superficială, dovedindu-se că a fost folosit o perioadă scurtă. În interior au fost găsite, prinse parțial ori chiar lângă platformă, două fragmente ceramice din secolele XII-XIII. Câteva fragmente de oase indică și ele utilitatea menajeră a cuptorului. Vecinătatea bucătăriei este de asemenea un fapt de marcat. La demontarea crustei s-au descoperit fragmente ceramice, așezate în covor, cu destinație specială, pentru mărirea capacității de conservare a căldurii, aparținătoare perioadei secolelor XII-XIII.
Din anul 2008 a fost întemeiată o Rezervație arheologică, pe o suprafață de 3,5 hectare pe care primăria, printr-o hotărâre de Consiliu local a scos-o din pășunea comunală.  Tot de atunci comuna și-a conceput simbolul heraldic, folosind motivul soarelui din "mozaicul mic" de la Bizere.
În anul 2008 sau propus noi obiective ale cercetării: delimitarea perimetrului sitului și a necropolei; continuarea cercetărilor în zona palatului abațial pe laturile vestice, nordice și estice, delimitate de șanțul și palisada identificate în campaniile anterioare, clarificarea planimetriei la clădirea identificată la vest de turnul-fântână și a spațiului de la est de refectoriu.
Rezultatele: Au fost trasate 23 secțiuni, fiind investigate zona de la sud de turnul-fântână, spațiul aflat la nord și vest de clădirea identificată palat abațial, latura nordică a clădirii identificate la vest de turnul-fântână, spațiului de la est de refectoriu, suprafața totală investigată fiind de 350 m2. Principalele descoperiri constau din amprenta unei bărci (lotcă), datată în secolul al XII-lea; fragmente arhitectonice (capiteluri, imposte, colonete, componente de paviment), la care se adaugă ceramică fină și uzuală, sticlărie, podoabe, piese de metal și monete.

## Fotogalerie

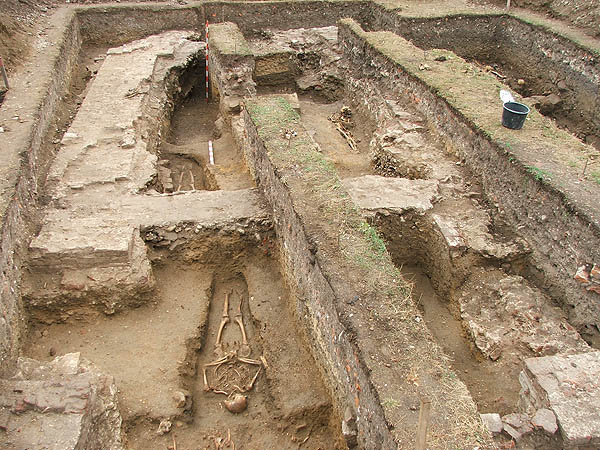
1 - Mănăstirea Bizere Frumușeni - Capela
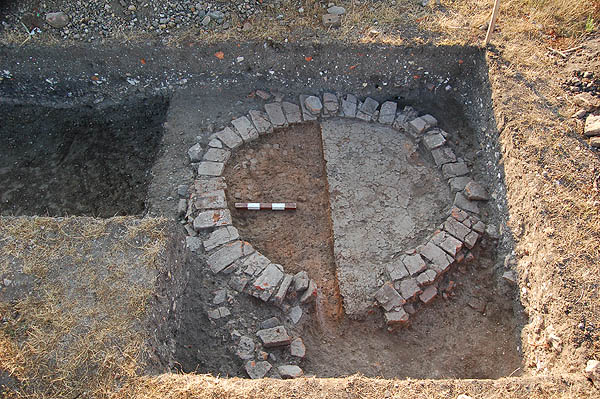
4  - Mănăstirea Bizere Frumușeni - Cuptor de bucatarie

## Scrieri despre mănăstire
- Ileana Burnichioiu, Adrian Andrei Rusu: Mozaicurile medievale de la Bizere / The Medieval Mosaics from Bizere / Die mittelalterlichen Mosaiken von Bizere (ediție trilingvă), Editura Mega, Cluj-Napoca, 2006, ISBN 973-7867-55-6 ,